# Накарадно
Накарадно (енгл. Freaky) је амерички слешер хорор филм са елементима комедије из 2020. године, режисера Кристофера Лендона, са Винсом Воном и Кетрин Њутон у главним улогама. Радња прати тинејџерку која у ноћи петка тринаестог случајно замени тело са средовечним серијским убицом. Продуцент филма је Џејсон Блум испред продукцијске куће Blumhouse Productions.
Филм је премијерно приказан 8. октобра 2020, на Бијонд фесту, а од 13. новембра исте године се приказивао у биоскопима, у дистрибуцији продукцијске куће Јуниверсал пикчерс. Добио је претежно позитивне оцене критичара и на сајту Ротен томејтоуз оцењен је са 83%. Био је номинован за Награду Сатурн за најбољи хорор филм, коју је изгубио од Невидљивог човека. Рајан Ларсон, критичар магазина Консеквенца, је у својој рецензији написао да се на овом филму види утицај култних класика Веса Крејвена и Џона Карпентера на редитеља Кристофера Лендона.

## Радња
Мили Кеслер, повучена средњошколка, у ноћи петка тринаестог случајно замени тело са средовечним серијским убицом, познатим јавности као Блисфилдски касапин. Мили има 24h да уз помоћ својих пријатеља понови ритуал и врати се у своје тело или ће у супротном замена остати трајна.

## Улоге
| Глумац          | Улога               |
| --------------- | ------------------- |
| Винс Вон        | Блисфилдски касапин |
| Кетрин Њутон    | Мили Кеслер         |
| Кејти Финеран   | Корал Кеслер        |
| Селеста О'Конор | Најла Чонс          |
| Миша Ошерович   | Џош Детмер          |
| Алан Рак        | господин Бернарди   |
| Ураја Шелтон    | Букер Строуд        |
| Мелиса Колацо   | Рајлер              |
| Дана Дрори      | Чар Кеслер          |